# Mounana
Mounana est une ville du Gabon dans la province du Haut-Ogooué. Sa population s'élevait à 11 443 habitants en 2010.

## Mine d'uranium

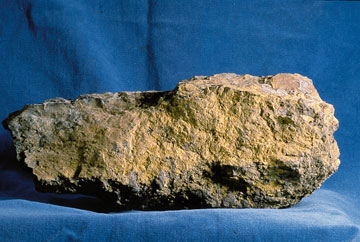
Minerai d’uranium

La ville est un centre industriel majeur pour l'exploitation minière de l'uranium.
Des analyses des sols ont été effectuées par le CEA (en fait son bras industriel qui devint plus tard la Cogema). Elles permirent la découverte d'uranium dans cette région en 1956. Les mines sont ouvertes, gérées par la Compagnie des mines d'uranium de Franceville (COMUF). Après son indépendance, en 1960, l’État du Gabon reçut une petite partie des bénéfices de la compagnie.
Le 27 mars 1961, l’usine chimique de Mounana entre en service. La mine de Mounana est exploitée jusqu'en 1999. Durant la durée de l'exploitation à Mounana, les ouvriers gabonais portent des badges dosimètres, sans être informé des résultats. L'épidémiologie reste empirique et fondée sur des récits ponctuels.
Pendant quarante ans, la France a extrait au total plus de 26 000 tonnes d'uranium dans cette partie du Gabon. L'uranium fut utilisé pour alimenter des centrales nucléaires en Europe et au Japon. Aujourd'hui, les ressources sont jugées économiquement non rentables.
En 2005, l'ONG Médecins du monde mène une enquête à Mounana. Parmi les travailleurs gabonais, plus de la moitié disent souffrir de problèmes pulmonaires, certains avec des pathologies associées (cardio-vasculaires, dermatologiques). En 2007, cette ONG se rend à Paris accompagnée d'anciens travailleurs gabonais et expatriés du site pour dénoncer l'«existence d'un risque sanitaire connu», l'«absence coupable d'information sur ces risques», et le «maintien volontaire dans l'ignorance», de la plupart des salariés du site gabonais.
En 2009, le réalisateur Dominique Hennequin mène l'enquête à Mounana sur les conséquences, pour la population et l'environnement, de l'exploitation de l'uranium par la société française Areva. Dans ce reportage, un ingénieur de la Commission de recherche et d'information indépendantes sur la radioactivité (CRIIRAD) révèle que certains échantillons de sols prélevés à Mounana dépassent largement les limites de dose radioactive acceptable.
En février 2010, un différend oppose la mairie de Mounana et la COMUF, filiale de l'entreprise Areva, dans une affaire de déversement de produits chimiques dans un de ses anciens sites.
En janvier 2016, le mouvement des anciens travailleurs de la COMUF regroupés au sein d'un mouvement dénommé « Matrac » a été reçu à la primature du Gabon dans le cadre d'un litige contre Areva au sujet des conséquences sanitaires liées à leurs activités minières.

## Personnalités liées
- Zacharie Myboto, journaliste et homme politique y est né en 1938.
- Magloire Ngambia, banquier et homme politique y est né en 1971.
- Hervé Patrick Opiangah, homme d'affaires, président du Centre de formation de football de Mounana, homme politique.
- Jocksy Ondo-Louemba, journaliste et écrivain y est né en 1985.